# Bé Holst
Berend (Bé) Holst (Kantens, 1 september 1931 - 29 mei 2021) was een Nederlandse atleet, die zich had toegelegd op de sprint. Zijn beste prestaties leverde hij in de eerste helft van de jaren vijftig van de vorige eeuw, nadat hij in 1949 als eerste Nederlandse junioratleet de 100 m onder de 11 seconden had gelopen en daarmee het nationale jeugdrecord had teruggebracht tot 10,9 s.

## Loopbaan
Holst was in eerste instantie lid van de Noord-Nederlandse atletiekvereniging AVG'26, daarna van Pegasus in Groningen. Door verhuizing naar het westen sloot hij zich later aan bij het Amsterdamse AV ’23. In de periode 1952-1954 werd hij op de 100 en 200 m driemaal dubbelkampioen van Noord-Holland, terwijl hij in 1952 tevens Nederlands militair kampioen werd op de 100 m, een jaar later gevolgd door eenzelfde titel op de 200 m.
Bé Holst was diverse malen lid van het nationale estafetteteam bij landenwedstrijden, onder meer in Duitsland en Roemenië. Ook was hij eenmaal lid van een team dat een Nederlands estafetterecord vestigde. In 1949 liep Holst, die toen nog junior was, op de 4 x 200 m estafette samen met Jan Lammers, Jo Zwaan en Jan Kleyn naar een tijd van 1.27,6, een verbetering van het toenmalige record met 0,4 seconde. Dit record hield stand tot 1970.
Holst trouwde in 1959 met Elly Witkamp, die in die tijd eveneens successen had geboekt op de sprint. Er wordt wel beweerd dat het tweetal op dat moment het snelste echtpaar van Europa was.

## Persoonlijke records
| Onderdeel | Prestatie | Datum        | Plaats    |
| --------- | --------- | ------------ | --------- |
| 100 m     | 10,7 s    | 10 juli 1949 | Den Haag  |
| 200 m     | 21,9 s    | 2 juli 1950  | Groningen |